# Prealpi Bergamasche
Le Prealpi Bergamasche (dette anche Prealpi Orobie o Prealpi Orobiche) sono una sottosezione delle Alpi e Prealpi Bergamasche. Si collocano a sud delle Alpi Orobie ed interessano nella regione Lombardia, principalmente, la Provincia di Bergamo e, marginalmente, le province di Lecco e Brescia.
A nord sono separate dalle Alpi Orobie da una serie di valli secondarie della val Brembana, Valle Imagna, val Seriana e val Camonica: la Valsassina, la Valtorta, la val Secca, la val Canale, la val Nembo, la val di Scalve e la val Paisco.

## Classificazione

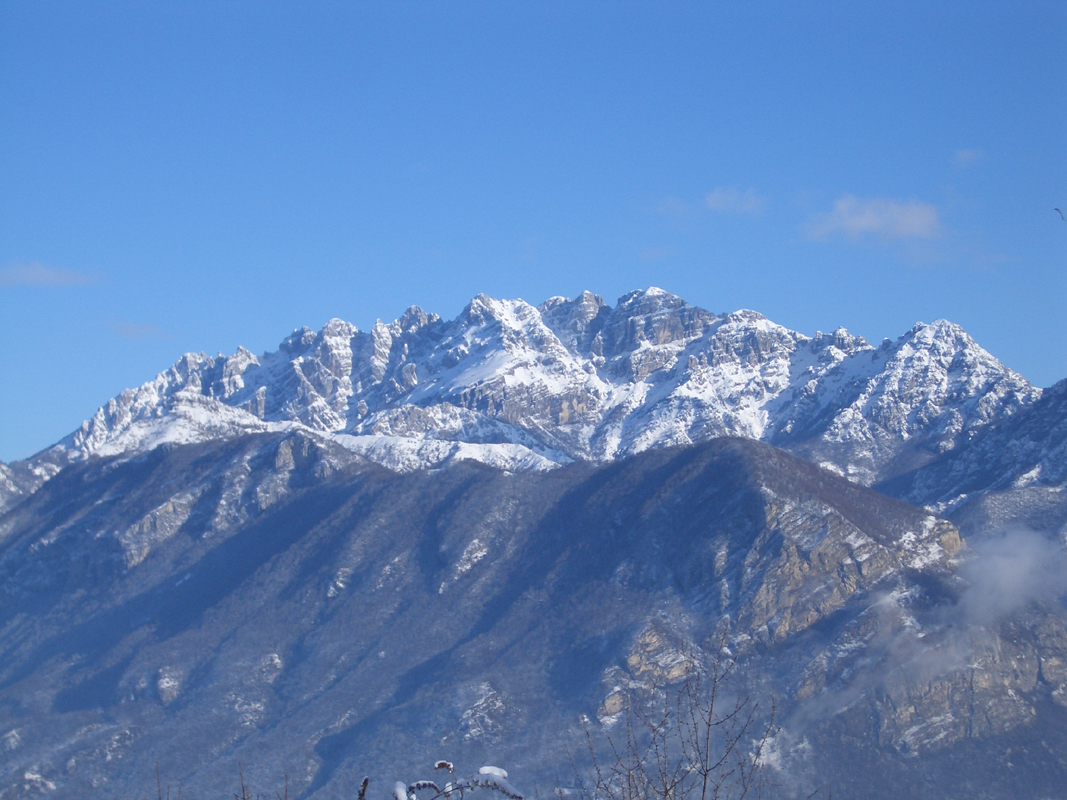
Resegone

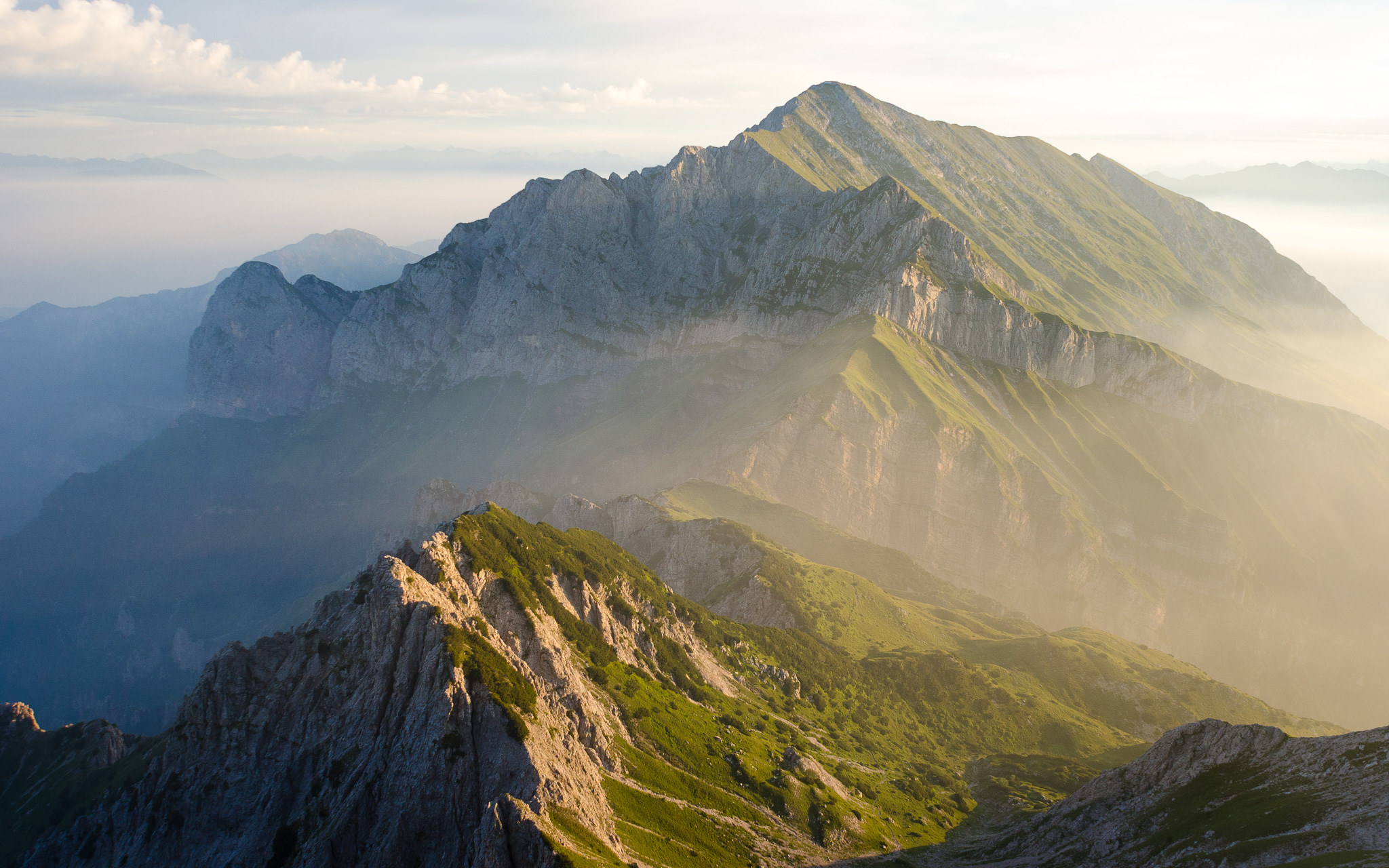
Grigna

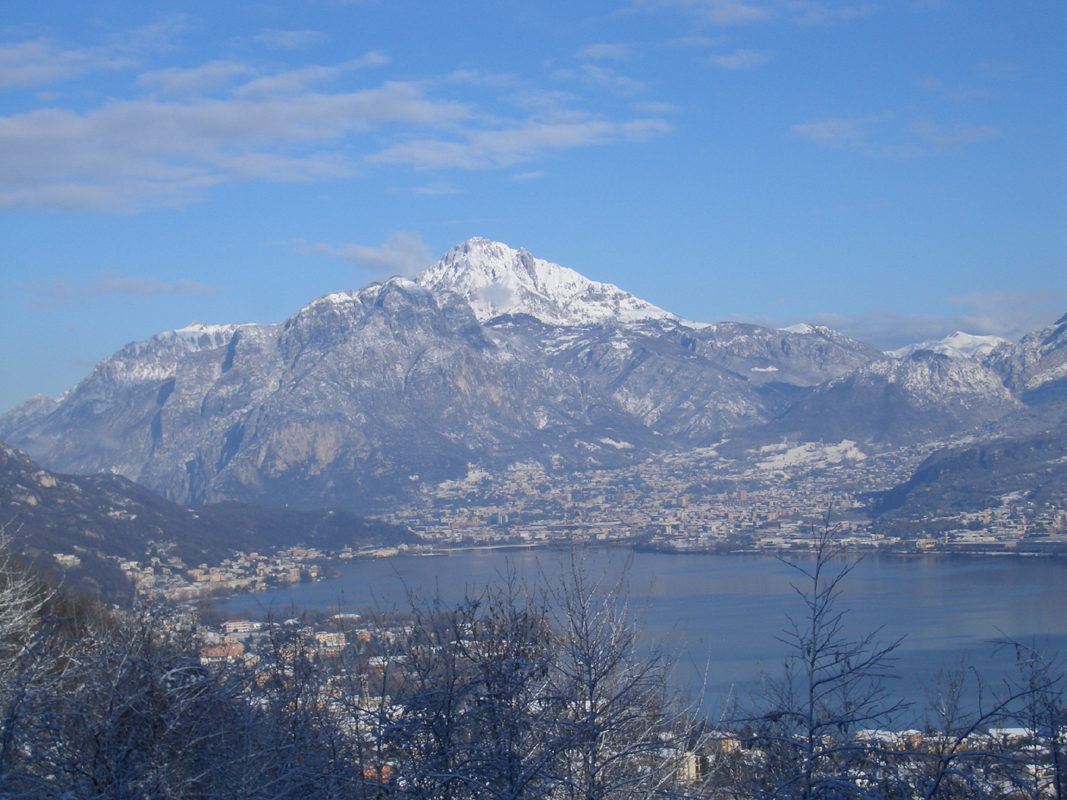
Grignetta

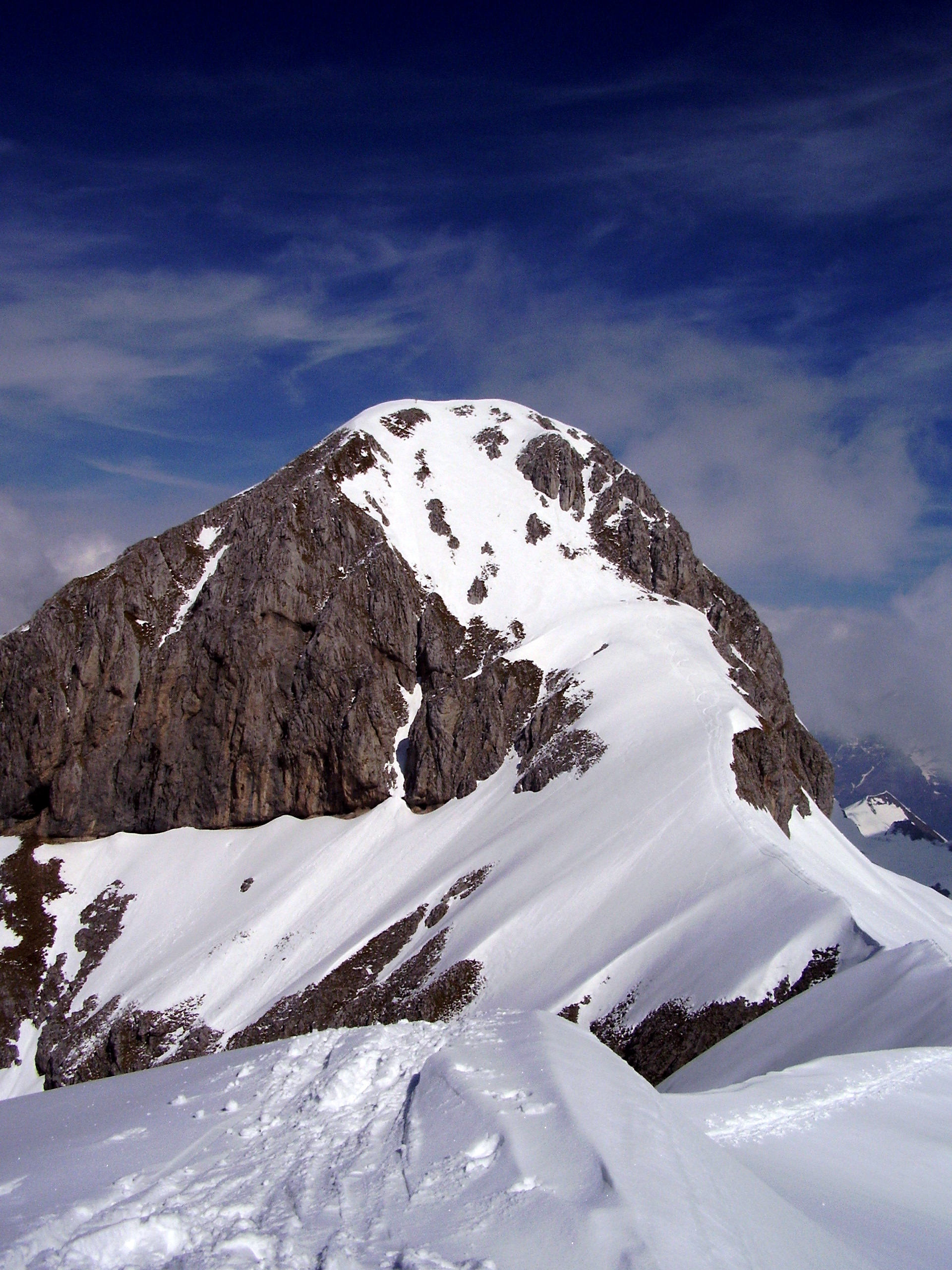
Monte Ferrante

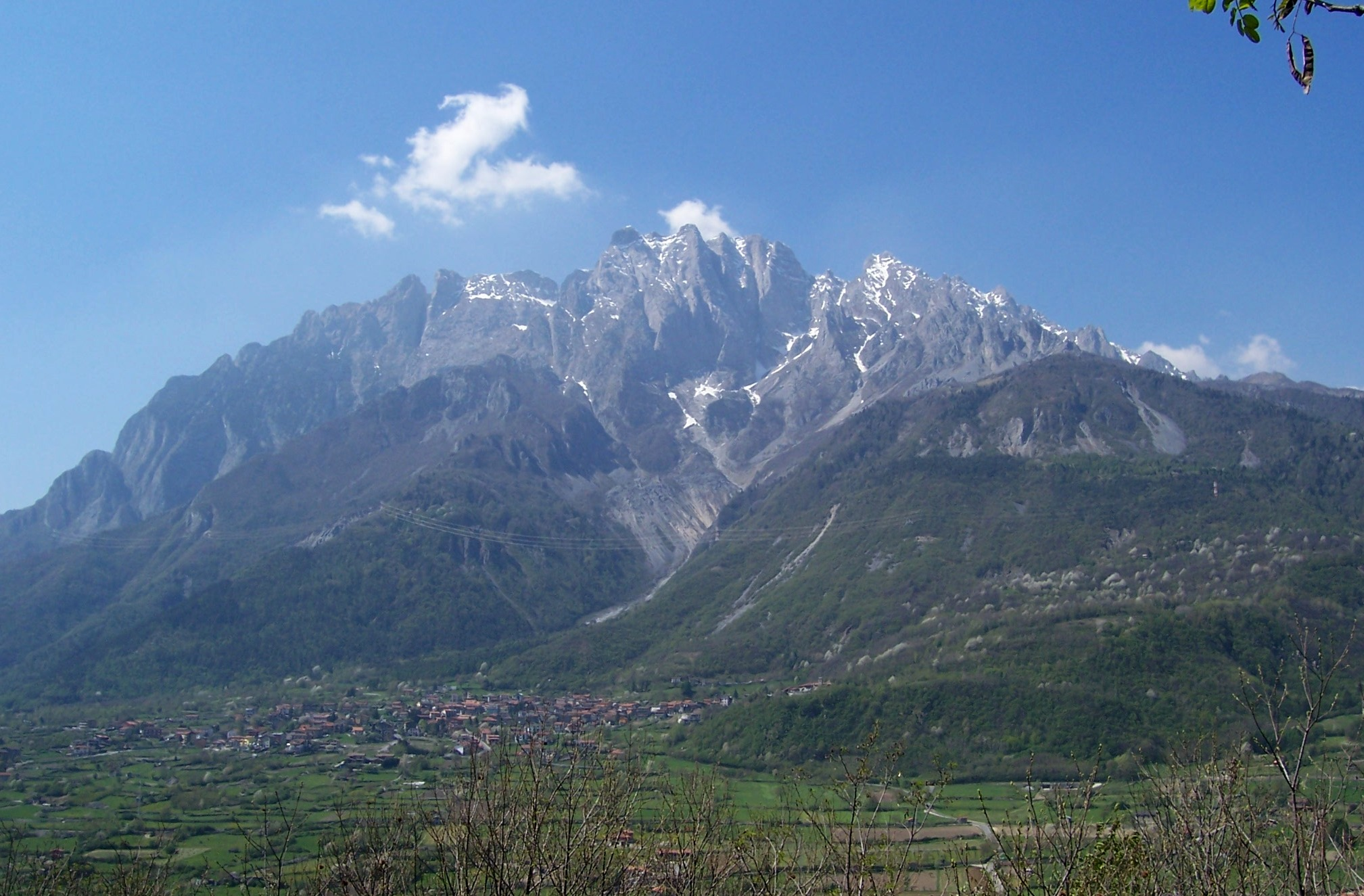
La Concarena, vetta più alta

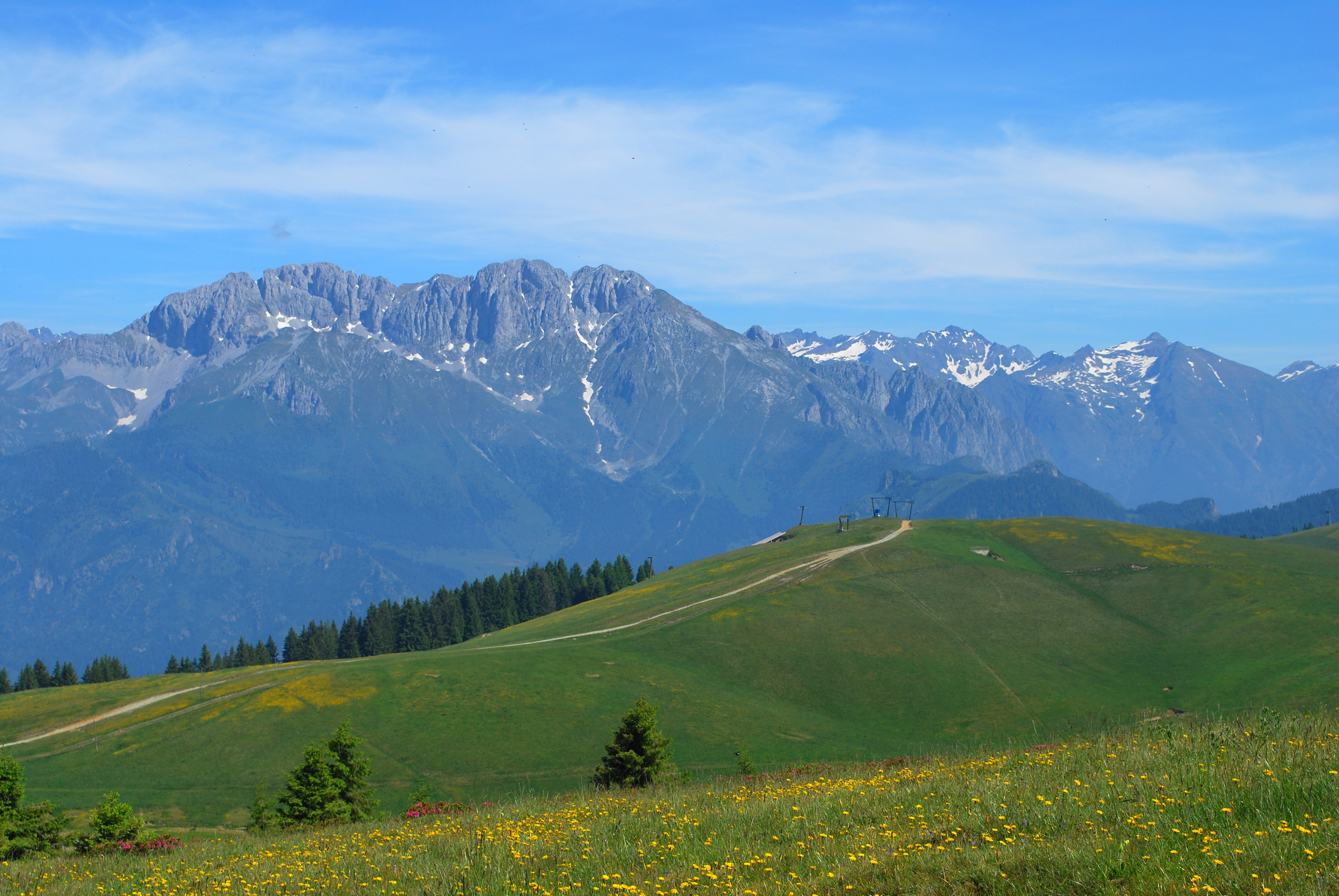
La Presolana

La classificazione SOIUSA delle Prealpi Bergamasche è la seguente:
- Grande parte = Alpi Orientali
- Grande settore = Alpi Sud-orientali
- Sezione = Alpi e Prealpi Bergamasche
- Sottosezione = Prealpi Bergamasche
- Codice = II/C-29.II

## Suddivisione
Le Prealpi Bergamasche, secondo la SOIUSA, si suddividono in tre supergruppi (SPG), undici gruppi (GR) e sedici sottogruppi:
- Catena Campelli-Resegone-Grigne (Prealpi Bergamasche Occidentali) (A)
  - Gruppo Campelli-Aralalta (A.1)
    - Sottogruppo di Campelli  (A.1.a)
    - Sottogruppo dell'Aralalta (A.1.b)

  - Gruppo del Resegone (A.2)
  - Gruppo delle Grigne (A.3)
    - Sottogruppo della Grigna Meridionale (A.3.a)
      - Nodo della Grigna Meridionale (A.3.a/a)
      - Costiera del Monte San Martino (A.3.a/b)

    - Sottogruppo della Grigna Settentrionale (A.3.b)
      - Nodo della Grigna Settentrionale (A.3.b/a)
      - Nodo del Monte Pilastro (A.3.b/b)
      - Costiera del Monte Palagia (A.3.b/c)
      - Catena dei Pizzi di Parlasco (A.3.b/d)

  - Gruppo Valbona-Sornadello (A.4)
    - Sottogruppo di Valbona (A.4.a)
    - Sottogruppo del Sornadello (A.4.b)
- Catena Arera-Alben (Prealpi Bergamasche Centrali) (B)
  - Gruppo Arera-Menna (B.5)
    - Sottogruppo dell'Arera (B.5.a)
    - Sottogruppo di Menna (B.5.b)

  - Gruppo dell'Alben (B.6)
- Catena Presolana-Pora-Concarena (Prealpi Bergamasche Orientali) (C)
  - Gruppo della Presolana (C.7)
    - Costiera Vigna Soliva-Ferrante-Timogno (C.7.a)
    - Costiera Presolana-Visolo-Bares (C.7.b)

  - Gruppo del Pora (C.8)
  - Gruppo Formico-Misma (C.9)
    - Sottogruppo del Formico (C.9.a)
    - Sottogruppo del Misma (C.9.b)

  - Gruppo del Torrezzo (C.10)
  - Gruppo Camino-Concarena (C.11)
    - Sottogruppo del Cuel (C.11.a)
    - Sottogruppo del Camino (C.11.b)
    - Sottogruppo della Concarena (C.11.c)
    - Sottogruppo dell'Erbanno (C.11.d)

## Vette
Le vette principali delle Prealpi Bergamasche sono:
- Concarena - 2.549 m
- Presolana - 2.521 m
- Pizzo Arera -2.512 m
- Pizzo Camino - 2.492 m
- Monte Ferrante - 2.427 m
- Grigna - 2.410 m
- Grignetta - 2.177 m
- Cimone della Bagozza - 2.407 m
- Cima del Fop - 2.322 m
- Corna Piana - 2.302 m
- Cima di Menna - 2.300 m
- Monte Secco - 2.267 m
- Cima di Valmora - 2.198 m
- Zuccone Campelli - 2.159 m
- Monte Grem - 2.049 m
- Monte Alben - 2.019 m
- Monte Sodadura - 2.010 m
- Monte Aralalta - 2.006 m
- Monte Venturosa - 1.999 m
- Cima Vaccaro - 1.958 m
- Monte Pora - 1.880 m
- Monte Resegone - 1.875 m
- Monte Cancervo - 1.835 m
- Monte Altissimo - 1.703
- Pizzo Formico - 1.636 m
- Monte Sornadello - 1.580 m
- Monte Suchello - 1.541 m
- Monte Linzone - 1.392 m
- Monte Torrezzo - 1.378 m
- Monte Gioco - 1.366 m
- Monte Poieto - 1.360 m
- Monte Bronzone - 1.334 m
- Monte Cornagera - 1.312 m
- Monte Zucco - 1.232 m
- Monte Podona - 1.227 m
- Monte Misma - 1.160 m
- Canto Alto - 1.146 m
- Monte Molinasco (Ronco) - 1.170 m
- Monte Ubione - 895 m

## Aree protette
Fanno parte delle Prealpi Bergamasche il parco dei Colli di Bergamo, la riserva naturale Valle del Freddo, la riserva naturale Boschi del Giovetto di Paline e il Parco regionale della Grigna Settentrionale.

## Orobie (mensile)

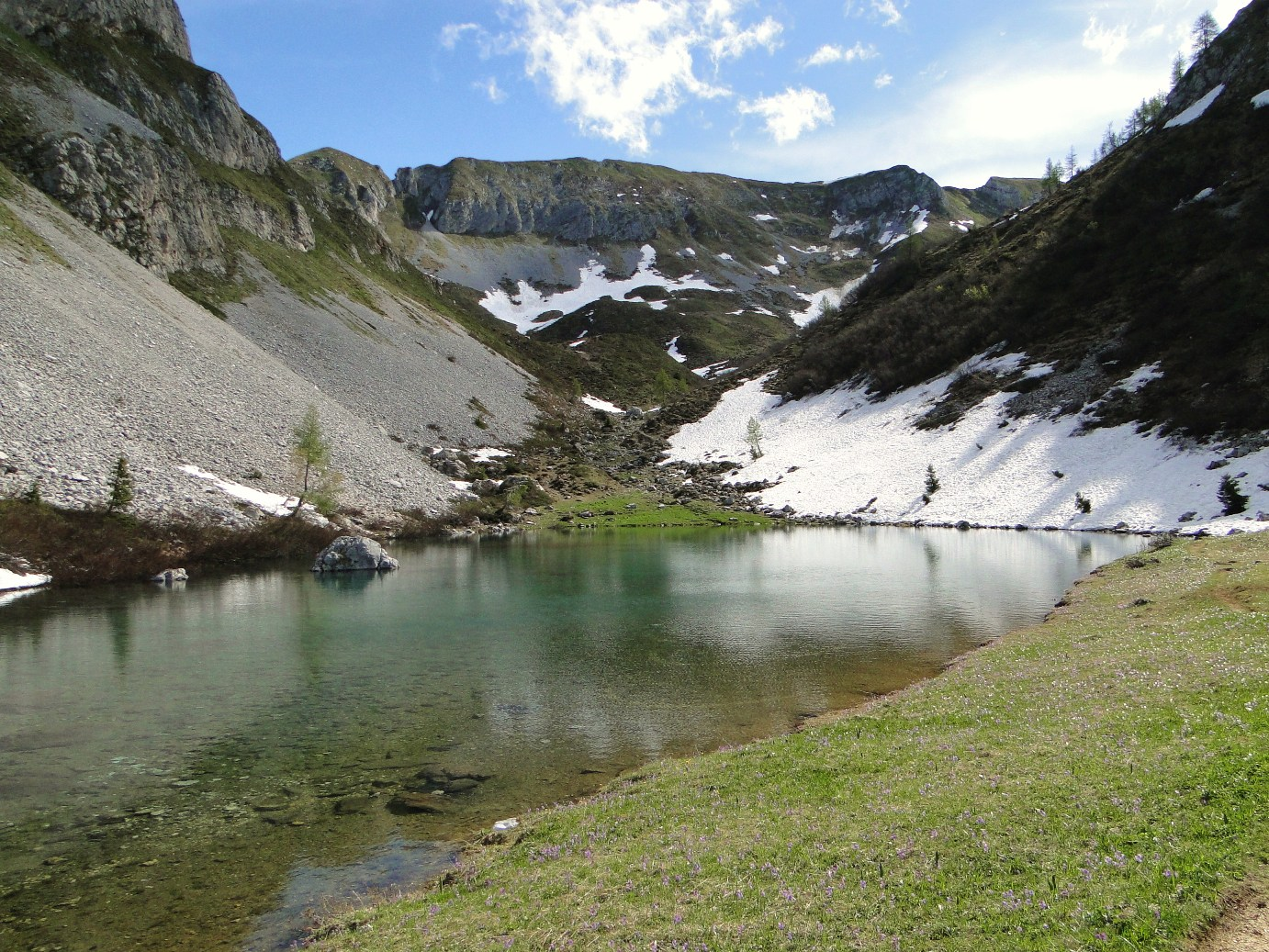
Il Lago Spigorel

Orobie è il mensile sulla montagna nato nel 1990 per divulgare e portare a conoscenza  le montagne bergamasche. Il  mensile nasce da un'idea di Tito Terzi con Cesare Ferrari titolare della Ferrari Grafiche, dopo la collaborazione e la pubblicazione di alcuni libri fotografici sulle montagne, da qui l'idea di rendere ad un pubblico maggiore la conoscenza delle prealpi bergamasche e dei montanari .
Il giornale propone mensilmente itinerari montani da seguire, supportati da immagini e da consigli di guide alpine, con rubriche curate da Simone Moro e dal cantautore Davide Van De Sfroos, dal 2016 si è aggiunta la collaborazione con l'alpinista e giornalista Enrico Camanni.